# Callistola speciosa
Callistola speciosa is een keversoort uit de familie bladkevers (Chrysomelidae). De wetenschappelijke naam van de soort werd in 1835 gepubliceerd door Boisduval.